# 大好き!ハローキティ
『大好き!ハローキティ』（だいすき!ハローキティ）は、テレビ東京系列局で放送されていたテレビ東京製作の子供向け番組。主にサンリオキャラクターのオリジナルアニメやサンリオピューロランドの最新情報を放送していた。

## 概要
テレビ東京・TXN系列6局ネットで放送期間は半年（2クール）の予定で放送を開始、サンリオのテレビ番組制作への参入は初である。当番組制作の意図は、ビデオ発売されていたサンリオのキャラクターアニメの普及が狙いであった。また、番組のスタジオおよび舞台をサンリオピューロランドとした視聴者参加型番組とすることで、ピューロランド来場者の増加や新たな客層の掘り起こしにもつなげた。なお、キャラクターアニメには番組より約18分の時間が充てられた。また、番組キャラクターとして「ドンラゴン」を起用し、その短編アニメを当番組枠内にて放送した。
放送期間は製作局のテレビ東京では1993年10月5日から1994年3月29日まで、毎週火曜 18時30分 - 19時00分に放送。テレビ愛知では19時00分 - 19時30分の30分遅れで、特別番組編成時には別の時間帯に放送されることもあった。

## 出演者
- 村田友里 - 番組内では「むらたゆり」とひらがなで表記。
- 金子知恵 - 番組終了から半年後にスタートした朝の番組『ハローキティとバッドばつ丸』などにも出演。
- 安井愛子
- ハローキティ - ライブキャラクターとして登場。放送開始時には村田とキティだけが出演していたが、後にけろけろけろっぴ、みんなのたあ坊（たあ坊）、リトルツインスターズ（キキとララ）などのキャラクターも登場するようになった。
- サンリオピューロランドのみなさん（出演協力）

## 声の出演
※（     ）内は役名。番組中では、ハローキティのみ主な台詞が数箇所あり、その他のキャラクターは台詞無しか台詞が一つだけだった。ただし「え・と・せ・とらんど」などでその他のキャラクターを紹介する際はその限りではない。
- 林原めぐみ（キティ）
- 松尾佳子（けろっぴ）
- 深雪さなえ（たあ坊）
- かないみか（ポチャッコ）
- 戸田恵子（キキ）
- 白鳥由里、山本百合子[3]（ララ）

## スタッフ
- 企画：辻邦彦（サンリオ）、吉川勝博（電通プロックス）
- 作・構成：オフィスぼくら（松田俊樹、やなぎはらみわ）
- アニメ担当：佐伯清
- 撮影担当：工藤裕子、笠巻瞳
- 広報担当：久保夏美（テレビ東京）
- スタイリング：星野樹
- オープニングアニメ制作：EGG
- 撮影技術・編集・MA：IMAGICA
- 音楽協力：キティエンタープライズ、テレビ東京エンタープライズ
- 制作協力：株式会社サンリオ、サンリオピューロランド
- 演出：ましまいくひこ（イメージストリーム）
- プロデューサー：岩田圭介（テレビ東京）、野村高章（サンリオ）、石黒照夫（イメージストリーム）
- 製作：テレビ東京、イメージストリーム
- 著作：イメージストリーム（※ビデオテロップ上はノン・テロップ）

## 放送内容
- オープニング、前提供 - オープニングアニメーションに登場するキティには口（くち）があった。キティ以外のキャラクターも登場する。
- ようこそ！ピューロシアターへ - サンリオキャラクターのアニメーションコーナー。長さ最長18分。ビデオやDVDに収録されているOVAを中心に分割放送。
- ドンラゴン - 短編オリジナルアニメ。長さ2分。CMアイキャッチにも登場。
- 体操コーナー Let's Try みんなにいちばん - サンリオピューロランド前のペデストリアンデッキにて収録。「あそぼう！ハローキティ」以降のバージョンより半音高く、1番のみで終わるショートバージョンで放送された。
- え・と・せ・とらんど - サンリオピューロランドの探検コーナーやサンリオキャラクターの質問コーナー、子供たちへの遊び方の指導など。
- サンリオピューロランドニュース - サンリオピューロランドの情報コーナー。放送時期によりキャラクターグッズ情報も紹介。
- エンディング、後提供 - ピューロランドのメルヘンシアターでダンサーに混じって着ぐるみのサンリオキャラクターたちが踊る映像。

## 放送局
| 放送対象地域   | 放送局         | 系列           | 備考   |
| -------------- | -------------- | -------------- | ------ |
| 関東広域圏     | テレビ東京     | テレビ東京系列 | 製作局 |
| 北海道         | テレビ北海道   | テレビ東京系列 |        |
| 愛知県         | テレビ愛知     | テレビ東京系列 |        |
| 大阪府         | テレビ大阪     | テレビ東京系列 |        |
| 岡山県・香川県 | テレビせとうち | テレビ東京系列 |        |
| 福岡県         | TXN九州        | テレビ東京系列 |        |

## 番組テーマ曲
いずれもCDシングル（8センチCD）で発売されていたが、全て廃盤になっている。
オープニングテーマ
　「I Wanna Wuki-Wuki Time」
　作詞 - 並河祥太 / 作曲・編曲 - 大森俊之 / 歌 - 三池根衣子
1993年12月1日にキティレコードからCDシングル「大好き！ハローキティ」（KTDR-2071）としてリリースされた。エンディングテーマ 「天下無敵のアーティスト」も収録されている。ジャケットデザインは表は口（くち）があるキティを初めとしたサンリオキャラクターが描かれ、裏は着ぐるみのサンリオキャラクターがサンリオピューロランドの正門をバックに写っている。
エンディングテーマ
　「天下無敵のアーティスト」
　作詞 - 並河祥太 / 作曲・編曲 - 大森俊之 / 歌 - アチャラカ・Boo&ファミリー
後継番組『あそぼう!! ハローキティ』でも引き続きエンディングテーマとして使われていた。
　「ぼくだよドンラゴン!」
　作詞 - 並河祥太 / 作曲・編曲 - 大森俊之 / 歌 - まるたまり（ドンラゴンの声優）
1994年3月16日にキティレコードからCDシングル「ぼくだよドンラゴン！/みんなにいちばん！」（KTDR-2078）としてリリースされた。ハローキティのピューロランド体操「みんなにいちばん！」も収録されている。ジャケットデザインには表裏ともドンラゴンおよびその登場人物が描かれている。
　「みんなにいちばん！」
　作詞 - 片山耕、並河祥太  / 作曲 - 片山耕 / 編曲 - 大森俊之 / 歌 - むらたゆり
前述の『あそぼう!! ハローキティ』や『ハローキティとバッドばつ丸』でも体操コーナーの曲として使われていた。ただし、歌手やアレンジは改められている。

## その他
- ゴジラが番組に出演したことがある[6]。これは、サンリオピューロランドのアトラクションの1つ「夢のタイムマシン」にゴジラが主役の映画である「怪獣プラネットゴジラ」が上映されていたためである。
- 1996年に一度だけ「総集編」がVHSビデオで1巻のみソフト化されたが、この番組はサンリオの全面的な著作作品ではないため、権利処理の関係上短期間で廃盤になり、以後の再ソフト化は見送られている。
- 本番組の放送開始3か月前から2か月前までは、視聴率調査目的のテスト番組として『サンリオアニメシアター』（30分×2回）が同じくテレビ東京の火曜18:30枠で放送された。放送回数は全2回。本番組の制作は、この『サンリオアニメシアター』の視聴率結果を踏まえて開始された。当時の関係者証言をソースとしています[要出典]
- 上記『サンリオアニメシアター』では、サンリオアニメフェスティバルで上映された『キキとララの青い鳥』や『ハローキティのシンデレラ』などのビデオソフト発売済のサンリオ作品が再編集された上で放送された。